# 瓦尼诺—霍尔姆斯克铁路轮渡

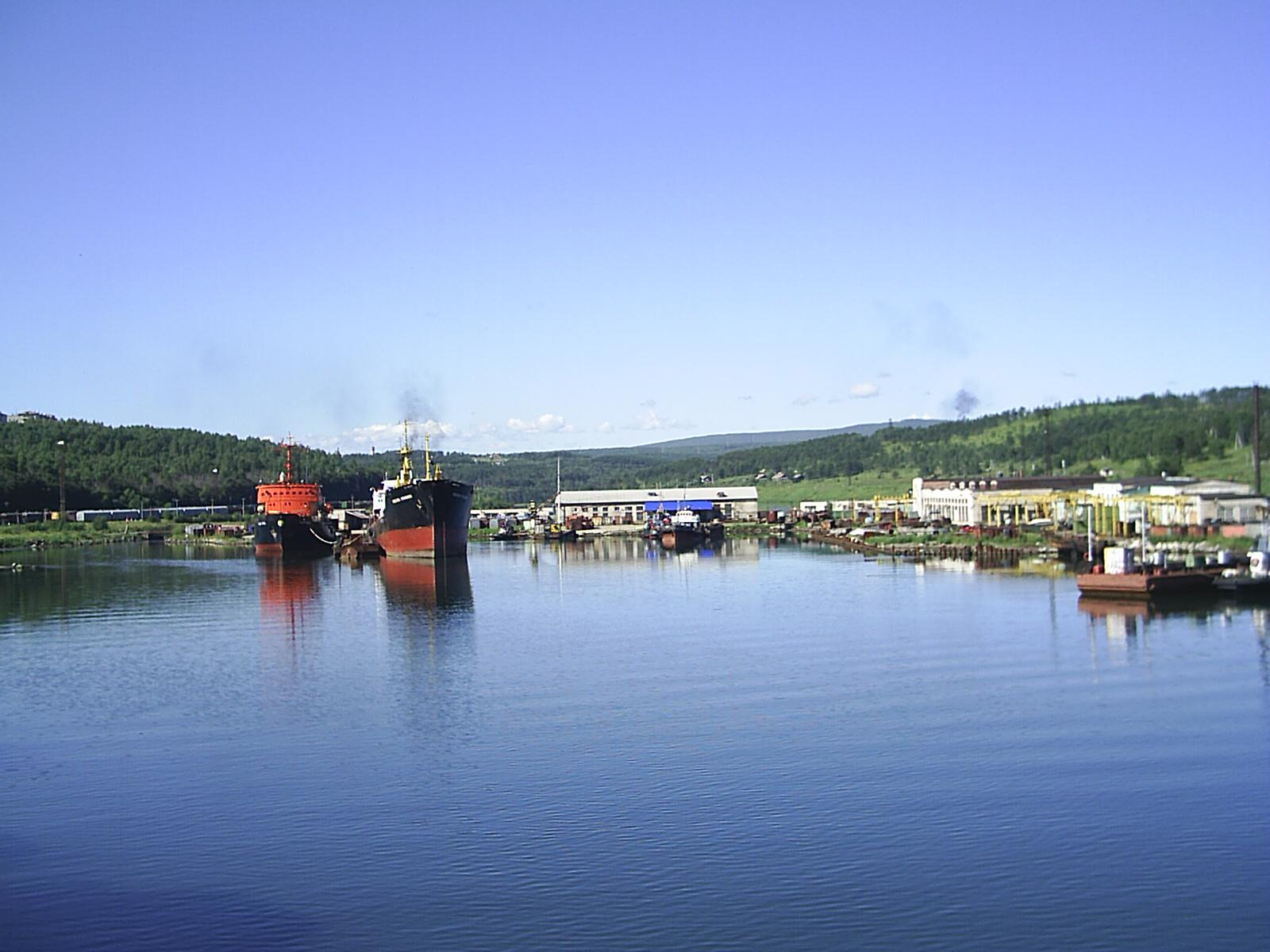
瓦尼诺港

瓦尼诺－霍尔姆斯克铁路轮渡（羅馬化：Paromnaya pereprava Vanino - Kholmsk）是指俄罗斯哈巴罗夫斯克边疆区瓦尼诺至萨哈林州霍尔姆斯克之间的铁路轮渡，长260km。大陆部连接到贝阿铁路，萨哈林岛部连接到萨哈林铁路。由萨哈林航运公司运营。

## 历史
连接大陆的萨哈林隧道的建设始于1950年。然而，1953年斯大林去世后施工被取消。
1962年4月，远东地区生产率向上战略会议在南萨哈林斯克举行了，再次就提上议事日程。1964年9月3日苏联共产党中央委员会批准了“萨哈林的生产力向上战略”，被包括在内瓦尼诺 - 霍尔姆斯克之间铁路轮渡计划。1973年4月12日“萨哈林1号”蒸汽破冰船是自转发在从波罗的海到瓦尼诺，1973年6月27日瓦尼诺 - 霍尔姆斯克之间的铁路轮渡开始运营。
七、八十年代，铁路轮渡每年完成600万吨货运、30万人次客运。鼎盛时拥有8条轮渡船运营。
苏联时期共为此轮渡线设计、建造了10条轮渡船，由加里宁格勒扬塔尔造船厂完成。前五艘船已经退役，第6号船卖给了刻赤海峡轮渡线。

## 现在
现在，它由SASCO运营，拥有4艘萨哈林7号至10号船。 两艘船只可同时运载28辆轨道车和37辆卡车。除了第10号船（专用于运输危险品货物）以外，它可以容纳100名乘客。客运办理实施在第8号和第9号。 平均所需时间为正常时间11至12小时，恶劣天气时间为16至18小时，最大可能需要超过21小时。
由于萨哈林铁路是米轨，在霍尔姆斯克设有规矩换装场。三条轮渡船都不提供客运车箱上船，乘客要在船上的客舱中乘坐过海。